# لایت یاگامی
لایت یاگامی (ژاپنی: 夜神月) شخصیت داستانی و شخصیت اصلی مجموعه مانگا ژاپنی دفتر مرگ است؛ که توسط تسوگومی اوبا و تاکه‌شی اوباتا ایجاد شده‌است. او یک نابغه جوان است که از خلاف کاران نفرت دارد. لایت یک دفترچه یادداشت فوق‌العاده با عنوان دفتر مرگ را پیدا می‌کند، که توسط شینیگامی ریوک به دنیای انسان‌ها انداخته شده‌است. با استفاده از دفتر که به صاحب آن این امکان را می‌دهد کسی را به راحتی با دانستن اسم و چهره‌اش، بکشد، لایت به یک قاتل سریالی به نام کیرا (キ ラ) به منظور ایجاد و حکومت یک آرمان‌شهری پاک از مجرمان به منظور خدای جدید تبدیل می‌شود.
در اقتباس مجموعه تلویزیونی انیمه، صداگذاری او توسط مامورو میانو در نسخه ژاپنی انجام شده‌است. در سری فیلم‌های زنده، او توسط تاتسویا فوجیوارا و در موزیک توسط کنجی اوریا و هیاتو کاکیزاوا نشان داده شده‌است؛ در نمایش تلویزیونی، او توسط ماساتاکا کووبوتا تصویر شده‌است؛ و همتای او در فیلم آمریکایی دفتر مرگ (۲۰۱۷)، با نام «لایت ترنر»، با بازی نات وولف، است.

## ایجاد و مفهوم
تسوگومی اوبا، نویسنده داستان دفترچه مرگ، گفته‌است که سردبیرش نام خانوادگی یاگامی را برای لایت پیشنهاد کرد. اوبا اشاره کرده‌است که او در مورد معنای نام ("یاگامی" به کانجی به معنای "شب" و "خدا") احساس نگرانی نمی‌کند؛ او گفته‌است که پس از اینکه او صحنهٔ نهایی را در مانگا ایجاد کرد، او "دوست داشته‌است" که صحنه نهایی با نام "اهمیت عمیق‌تر"، صحنه‌ای از عبادت‌کنندگان کیرا که او را تحت نور ماه پرستش می‌کنند، را به نمایش می‌گذاشت.
تاکشی اوباتا، هنرمند دفترچه مرگ، گفت: او «هیچ مشکلی» در طراحی لایت به عنوان شخصیتی که به او ارائه شده بود، نداشت. «یک دانشجوی برجسته افتخاری است و حتی فراتر از آن»، «روشن و دقیق» است. با ادامهٔ سریالی‌شدن هفتگی، اوباتا طرح را با حذف خطوط غیرضروری ساده کرد و احساس کرد که در طراحی لایت بهتر شده‌است. وقتی او در فصل ۳۵ ظاهر شد و سردبیر اوباتا را مطلع کرد که لایت به خاطر اینکه خاطراتش را از دست می‌دهد، باید همان‌طور که در فصل ۱ ظاهر شد، لایت را به تصویر بکشد؛ اوباتا گفت: «این همانند این بود که همه چیز را فراموش کرده‌باشم و تازه یادگرفته‌باشم.» اوبادا گفت که برای طراحی کمد لباس لایت، «تلاش زیادی» انجام داده‌است. با توجه به این اوبوتا با دشواری تصور لباس «یک فرد درخشان» مواجه شد، بنابراین او از مجلات مد دیدن کرد. اوباتا لایت را به عنوان یک «مرد هوشمند و رسمی» معرفی می‌کند که پیراهن‌های رسمی را می‌پوشاند. اکثر لباس‌های لایت در دفتر مرگ «مناسب» هستند و اوباتا استفاده از شلوار جین اجتناب می‌کند.
هنگام طراحی کتاب‌های رنگی، اوبوتا رنگ‌ها را به کاراکترها اختصاص داده‌است.

## ظاهر
لایت در تاریخ ۲۸ فوریه ۱۹۸۶ به دنیا آمد. او یک نابغه معرفی شده‌است، اولین بار در امتحانات ملی امتحانات و ورود به دانشگاه قرار می‌گیرد. او همچنین ورزشکار و جذاب است، اما فردی تنها به نظر می‌رسد، با چهره‌ای که به راحتی می‌تواند پیچیده شود. در ابتدای داستان، لایت یک دانش‌آموز سال آخر دبیرستان است؛ او بعدها در دانشگاه (To-Oh (東 応 大学 Tōō حضور می‌یابد.
پدرش، سوچییرو، رئیس کارگروه آژانس ملی پلیس برای دستگیری کیرا است. مادرش، ساچیکو، زن خانه‌دار است. خواهر جوانش، سایو، به عنوان یک فرد شاد و فاقد علم عمل می‌کند.
هنگامی که لایت متوجه دفتر مرگ می‌شود، او جنگ صلیبی را علیه شرارت آغاز می‌کند و قصد دارد مجرمان بکشد تا زمانی که تنها کسانی که او را تأیید می‌کنند، باقی بمانند. در حالی که وظیفه او با نیت‌های نادرست آغاز می‌شود، در عرض یک هفته قدرت او را فاسد می‌کند و قصد دارد آرمانشهری را به عنوان «خدای دنیای جدید» اداره کند. اخلاق او، سودآور است، و شدیدترین اعمال را در خدمت علت او توجیه می‌کند. او همچنین نیاز به پیروزی دارد که اکثر اقدامات بی‌رحمانه او را تحریک می‌کند. همراه با قدرت دفتر مرگ، تکبر و عقل نابغه‌اش، او را متقاعد می‌کند که تنها او می‌تواند جهان را نجات دهد.
در پایان مجموعه، لایت قادر می‌شود، بیشترین حمایت جهان را به دست آورد، به این ترتیب که پیروانش شروع به پرستش او به عنوان خدای الهی کرده‌اند. با این حال، یک اشتباه مرگبار توسط ترو میکامی ناشی از اقدامات ملو، منجر به دستگیری لایت توسط نیئر در سازمان ویژه برای دستگیری کیرا (SPK) و پلیس ژاپن می‌شود؛ و در مبارزه‌ای برای زنده ماندن، توسط ماتسودا زخمی می‌شود؛ و ریوک (اولین شینیگامی که با او دیدار کرد) با نوشتن نام لایت در دفترچهٔ خودش، لایت را می‌کشد.